# Anita Baker
Anita Baker (ur. 26 stycznia 1958 w Toledo) – amerykańska wokalistka smoothjazzowa oraz rhythmandbluesowa.

## Życiorys
Wychowała się w Detroit, gdzie począwszy od 12 roku życia śpiewała pieśni gospel w kościelnym chórze. Od najmłodszych lat jej muzycznymi wzorcami były Ella Fitzgerald, Sarah Vaughan i Nancy Wilson. W roku 1975 przystąpiła do zespołu Chapter 8 (wówczas najpopularniejszej grupy w Detroit), z którą występowała przez 4 lata. Na przełomie lat siedemdziesiątych i osiemdziesiątych nie była związana z żadną grupą muzyczną.
W roku 1982 rozpoczęła karierę solową, wydając rok później debiutancką płytę The Songtress, która nie odniosła jednak znaczącego sukcesu. Dopiero drugi (wydany w roku 1986) album Rapture przyniósł jej światową sławę i dwie nagrody Grammy. Płyta ta została sprzedana w 6 milionach egzemplarzy i uznawana jest za jedną z fundamentalnych dla nurtu smooth jazzu. Rok później otrzymała trzecią nagrodę Grammy za utwór Ain't No Need To Worry nagrany wraz z zespołem The Winans. Kolejna płyta w dyskografii, Giving You The Best That I Got (1988) również osiągnęła komercyjny sukces (3 nagrody Grammy, sprzedaż: 4,5 mln sztuk) i ugruntowała mocną pozycję piosenkarki na światowym rynku wykonawców R&B. Siódmą nagrodę Grammy otrzymała za wydaną w roku 1990 płytę Compositions, bardziej niż poprzednie zbliżoną klimatem do klasycznego jazzu. Wydawnictwo osiągnęło status platynowej płyty oraz notowane było na wysokich miejscach na listach przebojów Billboardu: 5. na 200 Albums Chart, 3. na Top R&B/Hip-Hop Albums oraz 4. na Top Contemporary Jazz Albums. Jeszcze większy sukces odniosła następna płyta wokalistki, Rhythm Of Love (wydana w roku 1994), która oprócz nagrody Grammy (ósmej w dorobku artystki) oraz statusu podwójnej platynowej płyty, zajęła 3. miejsce na Billboard 200 Albums Chart oraz 1. na Billboard Top R&B/Hip-Hop Albums.
Po wydaniu piątej płyty artystka wyraźnie zmniejszyła aktywność muzyczną, poświęcając czas głównie swojej rodzinie (w latach 1993 i 1994 urodziła dwóch synów). W roku 1998 zmieniła firmę fonograficzną (z Elektra Records na Atlantic Records), ale nie nagrała dla niej żadnej studyjnej płyty. Uczyniła to dopiero w roku 2004, wydając dla Blue Note Records album My Everything. Płyta została dobrze przyjęta przez krytykę oraz słuchaczy, czego dowodem było 4. miejsce na liście Billboard 200 Albums Chart, 1. na Billboard Top R&B/Hip-Hop Albums oraz status złotej płyty. W roku 2005 nagrała pierwszą płytę utrzymaną w świątecznym klimacie (Christmas Fantasy).

## Dyskografia
Albumy
- 1983 – The Songstress
- 1986 – Rapture
- 1988 – Giving You The Best That I Got
- 1990 – Compositions
- 1994 – Rhythm Of Love
- 2002 – The Best Of Anita Baker
- 2004 – A Night Of Rapture: Live
- 2004 – My Everything
- 2005 – Christmas Fantasy
- 2012 – Only Forever

Notowane single
| Rok  | Tytuł      | Pozycja na Liście |
| Rok  | Tytuł      | LP3               |
| ---- | ---------- | ----------------- |
| 1986 | Sweet Love | 39                |
| 1988 | Rules      | 28                |
| 1990 | Talk To Me | 45                |